# Walter Stein
Walter Stein, född 6 november 1896 i Schwelm, död 11 augusti 1985 i Garmisch-Partenkirchen, var en tysk SS-Oberführer. Under andra världskriget beklädde han höga ämbeten inom SS och polisen i de polska territorier som införlivades med Tyska riket.

## Andra världskriget
Stein var vid andra världskrigets utbrott i september 1939 polischef i Konstanz. I mars 1941 utsågs Stein till tillförordnad polischef i Thorn, beläget i södra delen av Reichsgau Danzig-Westpreußen. Stein var här involverad i förföljelser och mord på judar. I oktober 1941 förflyttades han till Danzig som tillförordnad polischef där. I februari året därpå blev han ordinarie polischef. Förutom Danzig föll även Zoppot under Steins jurisdiktion. Den 1 februari 1944 dödades SS- och polischefen i distriktet Warschau i Generalguvernementet, Franz Kutschera, efter det att han dömts till döden av Armia Krajowa. Stein utsågs då till tillförordnad SS- och polischef och efterträdde Kutschera, men kunde av hälsoskäl inte inneha förordnandet i mer än två månader.
Stein utnämndes i november 1944 till polischef i Łódź och innehade detta ämbete till januari 1945, då Röda armén tågade in i staden. Stein var under denna period alltfort polischef i Danzig, som besattes av Sovjetunionen i mars 1945. Stein begav sig till Berlin och senare till Garmisch-Partenkirchen. Den 3 juni 1945 greps han av amerikanska trupper och hamnade i krigsfångenskap. År 1947 utlämnades han till Polen, där han dömdes till sju års fängelse. Stein försattes på fri fot 1954 och återvände till Tyskland. Han greps ånyo 1962 och en rättslig process inleddes. Denna avbröts dock följande år. Walter Stein avled 1985 i Garmisch-Partenkirchen.

## Befordringar
| Datum            | Tjänstegrad         |
| ---------------- | ------------------- |
| 6 december 1931  | Sturmführer         |
| 1 oktober 1932   | Sturmhauptführer    |
| 3 september 1933 | Sturmbannführer     |
| 1 december 1933  | Obersturmbannführer |
| 22 mars 1934     | Standartenführer    |
| 1 juni 1936      | Oberführer          |

## Utmärkelser
- Järnkorset av andra klassen: 1914
- Krigsförtjänstkorset av första klassen med svärd
- Krigsförtjänstkorset av andra klassen med svärd
- Såradmärket i svart: 1918
- Ärekorset
- SS:s Hederssvärd
- SS-Ehrenring (Totenkopfring)